# Thé en Malaisie

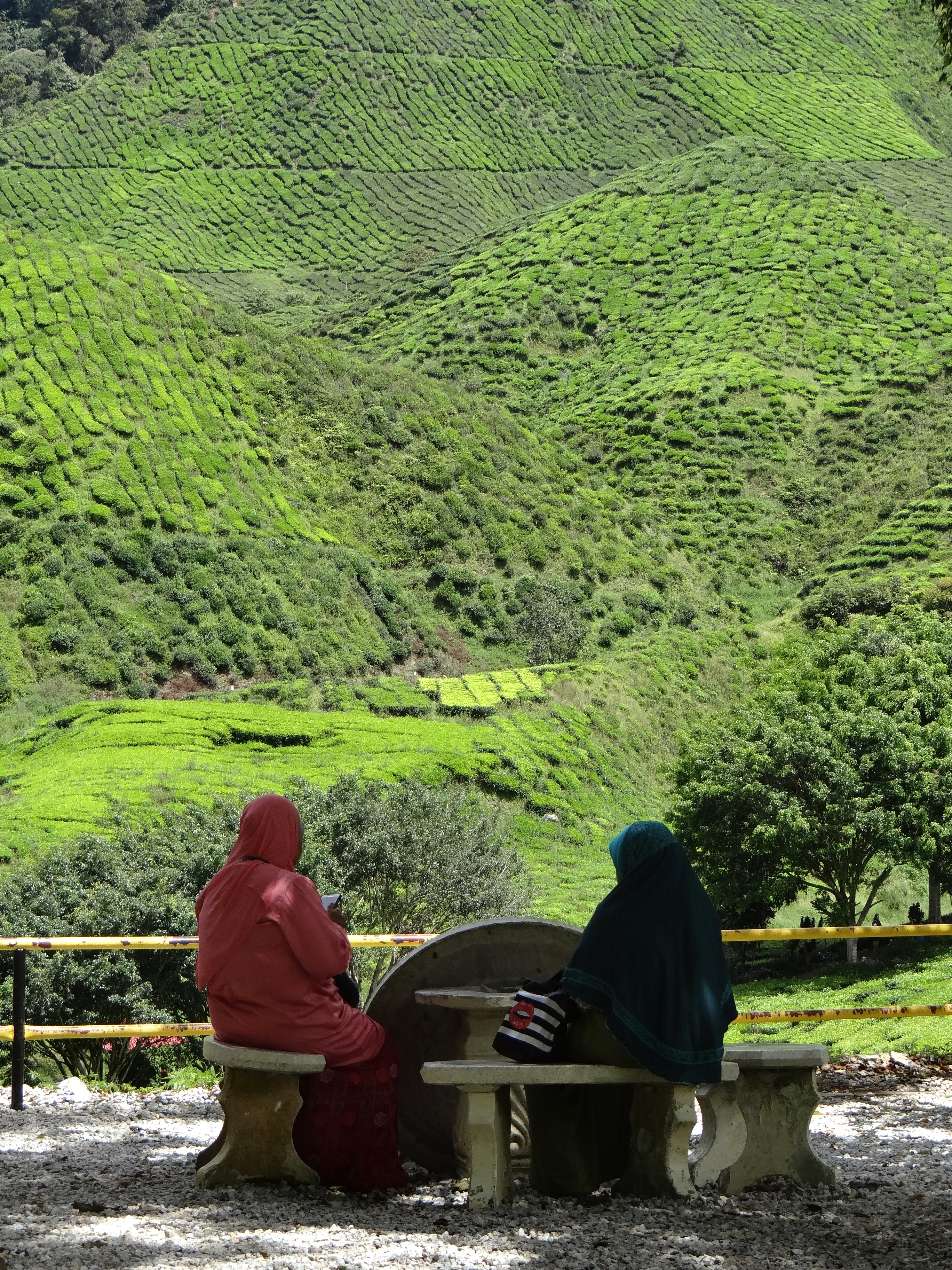
Plantation de thé des Cameron Highlands

La consommation de thé en Malaisie est ancienne ; si elle est initialement liée aux diasporas chinoises et à la domination britannique, elle évolue pour atteindre toutes les couches de la société et développe sa propre spécialité, le teh tarik ou « thé tiré », mélange de thé noir avec du lait concentré et du sucre. Avec 910g de thé par personne et par an, la Malaisie est le 14e pays au monde qui consomme le plus de thé, avec une consommation qui se diversifie.
Bien que productrice de thé depuis le début du XXe siècle, et précurseure de l'exploitation touristique de ses plantations, la Malaisie importe la grande majorité du thé qu'elle consomme et noue des partenariats bilatéraux et régionaux afin de favoriser ces échanges.

## Histoire
D'après l'association du thé en Malaisie, les traces les plus anciennes trace de thé sur le territoire datent du VIIIe siècle : des artefacts de cette époque ont été retrouvés dans les sites archéologiques de la vallée du Bujang, qui appartenaient probablement à des moines bouddhistes ou des marchands chinois voyageant vers l'Inde. D'autres traces remontent au XVe siècle, liées aux voyages de Zheng He, mais aussi des vagues migratoires en particulier des Baba-Nyonya.
Le thé commence à être cultivé en Malaisie en 1929, sous domination britannique, à l'initiative de l'entrepreneur John Archibald Russell et du gestionnaire de plantation A. B. Milne, installé au Sri Lanka : ils font ensemble BOH, principal producteur du pays. L'autre principal producteur de thé en Malaisie est le groupe Bharat, fondé en 1910 par l'entrepreneur indien Shuparshad Bansal Agarwal et qui a commencé à produire du thé en 1933. Barah lance sa première marque de thé en 1952 et construit sa première usine de thé en 1963.
En 1984, le gouvernement malaisien crée les plantations de Sabah, les seules plantations certifiées agriculture biologique du pays. Elle se trouve à 693m d'altitude, tandis que les plantations de BOH et Barah s'étalent entre 693m et 1930m.
En 1997, Sabah est racheté par la société Yee Lee Corporation Berhad.
En 2014, la société pour le développement de l'exportation de Malaisie encouragea les producteurs de thé à se focaliser sur le marché des Émirats arabes unis.
En 2016, la Malaisie signe un accord de coopération avec l'Inde visant à améliorer les investissements dans la production de thé des deux pays, ainsi que de doubler les imports de thé produit en Inde vers la Malaisie en deux ans.

## Production

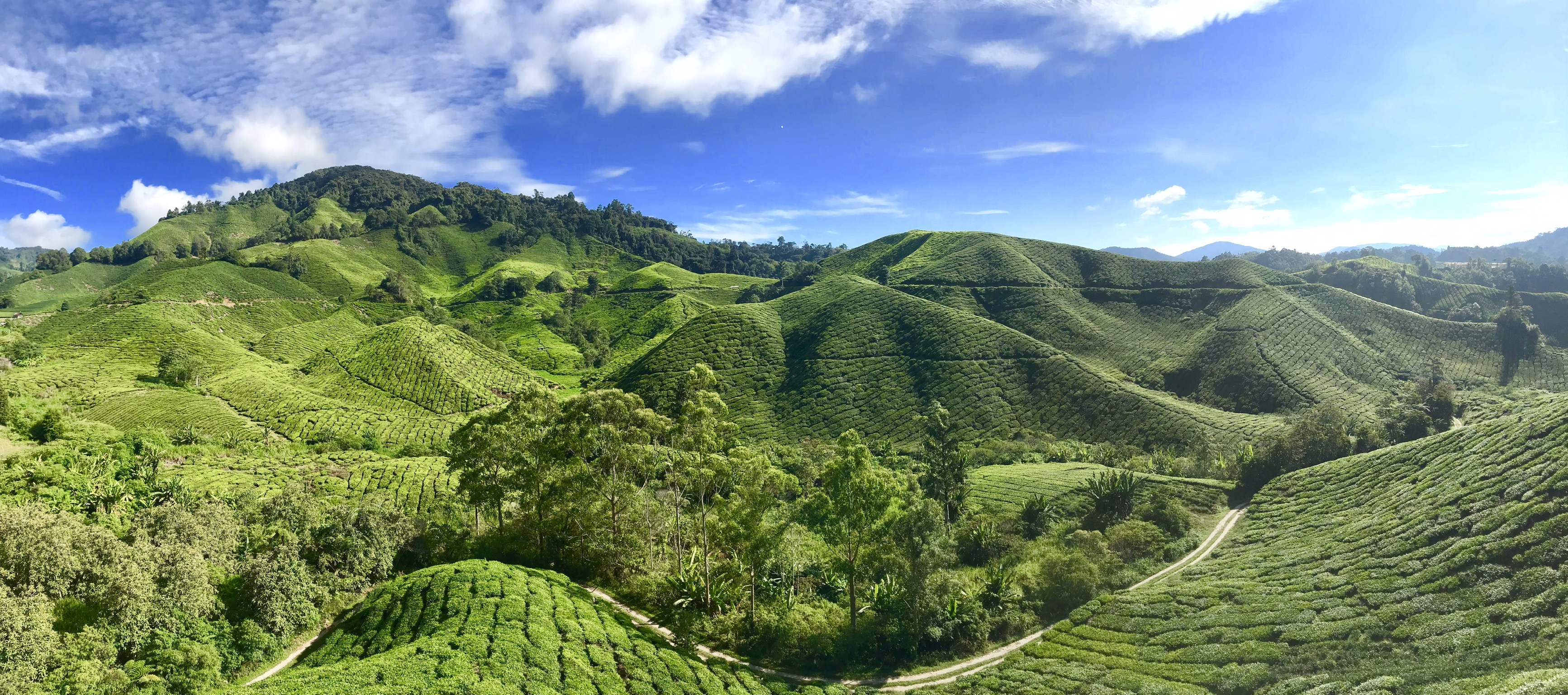
Plantation BOH

Les plantations se trouvent soit sur le plateau des Monts Titiwangsa, soit sur l'île de Bornéo, et sont essentiellement formées de camellia sinensis var. assamica,.
En Malaisie, la grande majorité de la récolte est effectuée manuellement, et les théiers sont très fortement coupés tous les trois ans, jusqu'à ce qu'ils atteignent 46 cm.
La production de thé en Malaisie est difficile en raison du changement climatique, d'une pénurie de main-d'œuvre et de la concurrence de l'huile de palme, une culture à la fois moins chère et plus facile à réaliser. En raison des cadences imposées lors des phases de récolte, qui imposent de travailler très vite, 80% des travailleurs du thé de Malaisie souffre de troubles musculo-squelettiques, en particulier de douleurs lombaires.
La moitié des surfaces cultivées de thé, soit 1 200 hectares, sont possédées par BOH, l'entreprise pionnière du thé en Malaisie. Celle-ci possède trois plantations dans les Cameron Highlands et une quatrième à Selangor. Cette entreprise produit 70% du thé malaisien, soit 4 000 tonnes, sous forme de thé noir aux notes de raisin et de cacao mais aussi de thé vert au goût léger. Barah produit des thés noirs, des thés blancs, des thés verts, des thés aromatisés et des thés en bouteille tandis que Sabah produit thés noirs et thés aromatisés.
Bon et Sabah exploitent aussi leurs plantations comme des lieux touristiques.
Une étude de 2005 conclut que la production de thé est l'activité agricole la plus durable des Cameron Highlands, devant les productions en serre et loin devant la culture des légumes en raison de la bonne rétention des sols grâce aux racines des théiers et à la faible pollution des cours d'eau.

## Commerce
La Malaisie exporte son thé principalement vers les États-Unis, les Émirats arabes unis, le Japon, Singapour, le Brunei, et divers pays européens.
En parallèle, la Malaisie importe entre 7000 et 8 000 tonnes de thé par an, principalement d'Inde, en particulier d'Inde du Sud, mais aussi d'Indonésie, du Viêt Nam, de Chine, du Sri Lanka, de Papouasie-Nouvelle-Guinée, du Kenya, du Malawi, de Tanzanie, du Mozambique, d'Argentine et de l'Équateur,.
Depuis 1997, la Malaisie n'impose plus de droit de douane pour le thé venu de Chine depuis 2008 et pour les pays membres de l'association des nations de l'Asie du Sud-Est depuis 2010 ; pour les autres pays, ces droits sont passés de 20 % à 5 % à la même période.

## Consommation

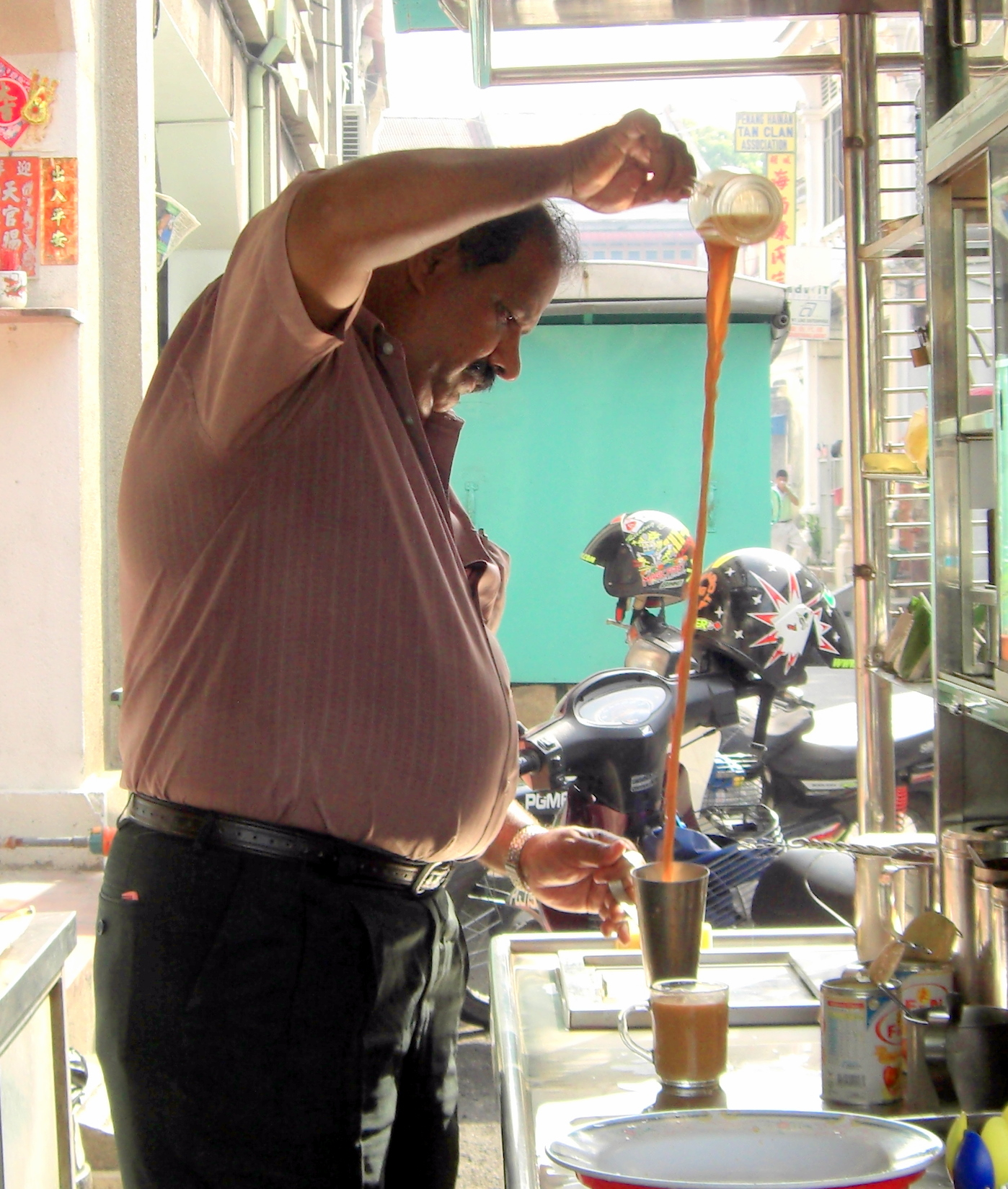
Versement de teh tarik dans une boutique de thé. La manière dont la boisson est servie, en tirant la bouilloire vers le haut au fur et à mesure que l'on verse, donne son nom au teh tarik, qui signifie « thé tiré ».

Le thé est très fréquemment bu en Malaisie : 60 % en consomment régulièrement, soit à peine moins que le café. Cela correspond à environ 910g de thé par personne et par an, soit le 14e plus gros consommateur de thé par habitant dans le monde.
Le thé est consommé à tout moment de la journée, avec une tradition du thé de 17h datant de la domination britannique.
Le thé noir représente 80 % du thé consommé en Malaisie, tandis que les 20 % suivant sont des thés chinois liés à l'appartenance ethnique des consommateurs : les Hakka consomment du thé vert, les Hokkien du Oolong et les cantonais du thé sombre. Les thés chinois ne sont toutefois consommés en Malaisie que par moins de 15 % des consommateurs, même si leur popularité augmente. Cette répartition par ethnie est moins marquée chez les jeunes générations chinoises de Malaisie qui consomment une plus grande variété de thés venus de Chine, de Taïwan ou du Japon. Les thés japonais, en particulier le sencha, le genmaicha et le matcha, sont principalement consommés dans les restaurants japonais.
Une boisson particulièrement populaire en Malaisie le teh tarik, un mélange de thé noir et de lait concentré. En 2012, Lipton lance une campagne sur les réseaux sociaux pour promouvoir le teh tarik comme la boisson nationale malaisienne. La préparation du teh tarik est un art du spectacle en soi, pouvant se faire de manière chorégraphiée, accompagnée d'une musique, au point que l'association du thé en Malaisie organise dans les années 2010 des batailles de préparation du teh tarik.
Les thés glacés vendus en bouteille, en particulier à base de thé verts, enregistrent une croissance à deux chiffres de leurs ventes dans les années 2010, portées par la jeune génération qui cherche à limiter l'apport en sucre de ses boissons.